# 李俊瑞
李俊瑞（韓語：이준서，2000年6月3日—），韩国短道速滑运动员。曾参加2019年世界短道速滑锦标赛，赢得了一枚金牌和銅牌。2022年，参与2022年冬季奥林匹克运动会。